# Mount Blick
Mount Blick ist ein kegelförmiger und 1400 m hoher Berg in der antarktischen Ross Dependency. Er ragt am nördlichen Ende der Carlstrom Foothills in den Churchill Mountains westlich des Bally-Gletschers und 13 km ostsüdöstlich des Pyramid Mountain auf.
Das Advisory Committee on Antarctic Names benannte ihn nach dem neuseeländischen Geodäten Graeme Hilton Blick, der seit 2008 in Zusammenarbeit mit dem United States Geological Survey die Vermessungsarbeiten in der Rossmeerregion beaufsichtigt.